# Campo Grande (Misiones)
Campo Grande − miasto w prowincji Misiones w Argentynie. Położone 80 km na wschód od Posadas, stolicy prowincji